# رومان ستاروفويت
رومان فلاديميروفيتش ستاروفويت (الروسية: Роман Владимирович Старовойт؛ 20 يناير 1972 – 7 يوليو 2025) كان سياسيًا روسيًا شغل منصب وزير النقل من مايو 2024 إلى يوليو 2025. شغل سابقًا منصب حاكم منطقة كورسك من عام 2019 إلى عام 2024، ونائب وزير النقل، ورئيس وكالة الطرق الفيدرالية في تلك الوزارة. كان عضوا في حزب روسيا المتحدة.
كان يحمل رتبة الخدمة المدنية الفيدرالية للدولة من الدرجة الأولى وعضوًا نشطًا في مجلس الدولة في الاتحاد الروسي.
أُقيل ستاروفويت من منصبه كوزير للنقل في 7 يوليو 2025، وعُثر عليه ميتًا متأثرًا بجرح ناجم عن طلقة نارية في سيارته بعد بضع ساعات.

## السيرة الذاتية
ولد ستاروفويت في 20 يناير 1972 في مدينة كورسك. كان والده، فلاديمير ألكساندروفيتش ستاروفويت، يعمل في محطة كورسك للطاقة النووية. في عام 1974، تم نقل والده إلى محطة لينينغراد للطاقة النووية، في مدينة سوسنوفاي بور، مقاطعة لينينغراد، حيث قضى رومان طفولته.
في عام 1995، شغل منصب المدير التنفيذي لوكالة الاستثمار الإقليمية (JSC). في الفترة من 1995 إلى 2001، شغل ستاروفويت منصب المدير العام لشركة إدارة الأصول إن بي إف الصناعية. في 2002–2005، كان مالكًا ومديرًا تنفيذيًا لشركة البناء ستروي إنفست.
من 2005 إلى 2007، شغل منصب رئيس قسم علاقات المستثمرين في لجنة الاستثمار والمشاريع الاستراتيجية التابعة لحكومة سانت بطرسبرغ. في 2007–2010، وكان ستاروفويت النائب الأول لرئيس لجنة الاستثمارات والمشاريع الاستراتيجية التابعة لحكومة سانت بطرسبرغ. من 2010 إلى 2012، شغل منصب نائب مدير إدارة الصناعة والبنية التحتية بمكتب حكومة الاتحاد الروسي.
من 22 نوفمبر 2012، شغل منصب رئيس الوكالة الفيدرالية للطرق. من 1 أكتوبر 2018، شغل منصب نائب وزير النقل في الاتحاد الروسي.
في 11 أكتوبر 2018، بعد استقالة ألكسندر ميخائيلوف، تم تعيينه حاكمًا مؤقتًا لمنطقة كورسك.
في 8 سبتمبر 2019، في يوم التصويت الموحد لعام 2019، فاز بنتيجة 81.07٪ في الجولة الأولى من انتخابات حاكم منطقة كورسك. وتنتهي مدة ولايته في عام 2024.
في عام 1995، تخرج من جامعة البلطيق التقنية الحكومية، وتخصص في «محركات الحرارة النبضية». في عام 2008، تخرج من أكاديمية الإدارة العامة الشمالية الغربية بدرجة في الإدارة الحكومية والبلدية.
في عام 2012، في جامعة موسكو التابعة لوزارة الشؤون الداخلية الروسية، دافع عن أطروحته للحصول على درجة المرشح في العلوم التربوية حول موضوع «منهجية مبتكرة لتدريب الرياضيين في البولياتلون الشتوي».
في عام 2019، تخرج من برنامج تطوير احتياطي إدارة شؤون الموظفين في المدرسة العليا للإدارة العامة (ВШГУ) التابعة لالأكاديمية الرئاسية الروسية للاقتصاد الوطني والإدارة العامة (رانيبا).
في 14 مايو 2024، عينه الرئيس فلاديمير بوتين وزيرًا للنقل في روسيا.
في 7 يوليو 2025، أقال الرئيس الروسي فلاديمير بوتين ستاروفويت من منصبه. بعد ساعات قليلة من استقالته، عُثر على ستاروفويت ميتًا مصابًا بطلق ناري في سيارته في حديقة ماليفيتش، بالقرب من قرية رازدوري، مقاطعة أودينتسوفو، منطقة موسكو. وفقًا لوسائل الإعلام الروسية، ربما يكون ستاروفويت قد انتحر بسبب التهديد بفتح قضية جنائية ضده بتهمة الاحتيال على نطاق واسع بعد أن أدلى أليكسي سميرنوف، خليفته في منصب حاكم مقاطعة كورسك، الذي أُقيل في ديسمبر 2024 واعتُقل في أبريل 2025، بشهادة ضده. وأفادت التقارير أن ستاروفويت أطلق النار على نفسه بمسدس تذكاري أهدته إياه وزارة الداخلية.